# راي جونسون
راي جونسون (بالإنجليزية: Ray Johnson)‏ هو رسام توضيحي وفنان ورسام أمريكي، ولد في 16 أكتوبر 1927 في ديترويت في الولايات المتحدة، وتوفي في 13 يناير 1995 في نيويورك في الولايات المتحدة.

## وصلات خارجية
- راي جونسون على موقع IMDb (الإنجليزية)
- راي جونسون على موقع ديسكوغز (الإنجليزية)